# Historia del estado del bienestar
La historia del estado del bienestar se refiere a los orígenes y desarrollo del sistema económico, político y social, que, con posterioridad a la Segunda Guerra Mundial, se hizo común en los países desarrollados y de altos ingresos de la Europa Occidental, caracterizados por tener un sistema democrático, economías mixtas (combinando el libre mercado con aspectos de intervención o acción estatal en el estado del bienestar) y un sistema de garantías de acceso a beneficios sociales a la población en general.

## Orígenes y evolución del término
El término Estado de Providencia fue acuñado bajo el Segundo Imperio francés por los republicanos que criticaban la filosofía demasiado individualista de ciertas leyes (como la ley Le Chapelier, que prohibía los sindicatos), y preconizaban un "Estado Social"; se preocupaban del interés de cada ciudadano y del interés general. La expresión habría sido empleada por primera vez por el diputado Emile Olliver en 1864, para despreciar la capacidad del Estado de llevar a cabo un sistema de solidaridad nacional más eficaz que las estructuras de solidaridad tradicionales (como las corporaciones prohibidas por la ley Le Chapelier).
Es hacia 1870 cuando el término alemán Wohlfahrtsstaat fue utilizado por los "socialistas de cátedra" (universitarios) para describir un sistema que anuncia las políticas bismarckianas en materia social.
La noción actual de Estado de providencia corresponde al término inglés de "welfare state" (literalmente: "estado de bienestar"), forjado en los años 1940. Esta última expresión habría sido creada por William Temple, entonces Arzobispo de Canterbury, como contraposición al warfare state ("estado de guerra") de la Alemania Nazi para describir la emergencia de las políticas keynesianas de posguerra.
El sociólogo T.H. Marshall define el término como una combinación especial de la democracia, el bienestar social y el capitalismo. Algunos otros lo identifican, erróneamente, con el llamado Estado Social o incluso la Economía social de mercado.
Para algunos, es el añadido de un Quinto poder del Estado: el de intervención económica, añadido a los tres poderes clásicos de Montesquieu y al cuarto poder, que son los medios de comunicación. Para otros, como Claus Offe, es un cambio profundo que nos permite hablar de un Estado Moderno

## Periodización
A principios de la década de 1980 el politólogo estadounidense Hugh Heclo propuso diferenciar tres fases en el desarrollo del estado del bienestar (estudiosos más recientes han propuesto establecer una cuarta fase, que abarcaría el periodo posterior a 1980):
1. Fase de experimentación (desde 1870 hasta 1925). Se produce la ruptura con las formas de beneficencia —privadas o públicas— existentes hasta entonces, al empezar a ocuparse el Estado de las necesidades de las clases trabajadoras. La primera experiencia fue el proyecto de «seguridad social» del canciller conservador Otto von Bismarck (ley de seguros sociales y de enfermedad de 1883; ley de accidentes de trabajo de 1884; ley de invalidez y vejez de 1889), que con ello pretendía restarle apoyos al Partido Socialdemócrata Alemán. Esta fase se cerraría con la Constitución de Weimar de 1919 en la que por primera vez fueron reconocidos ciertos derechos sociales (siguiendo la noción de «democracia social» propuesta por el jurista Hermann Heller), aunque su aplicación práctica fue muy limitada.[3]
2. Fase de consolidación (desde 1925 hasta 1945). Las dos experiencias más importantes de esta fase fueron el New Deal de Franklin D. Roosevelt, la respuesta estadounidense al desempleo masivo provocado por la crisis de 1929, y el acuerdo de Saltsjöbaden de 1938 entre la patronal y los sindicatos suecos, propiciado por el gobierno socialdemócrata, que logró alcanzar el pleno empleo y dio nacimiento al estado del bienestar en Suecia.[4]
3. Fase de expansión (desde 1945 hasta 1980). El estado de bienestar se generalizó en todos los estados democráticos europeos, siendo el pionero Reino Unido gracias a las leyes aprobadas a propuesta del gobierno laborista de Clement Attlee. En paralelo se aplicó la política económica keynesiana que suponía un fuerte incremente del intervenicionismo del Estado en la economía (el gasto público llegó a representar entre un 40 y un 50 por 100 del PIB) y cuyo objetivo principal era asegurar el pleno empleo, dejando atrás la «Gran Depresión».[5]
4. Fase de crisis y redefinición (desde principios de la década de 1980 hasta nuestros días). La crisis del petróleo de 1973 puso fin al crecimiento espectacular de los «Treinta Años Gloriosos» (1945-1975) dando paso a la estanflación que las políticas keynesianas se mostraron ineficaces para superarla. La caída de los ingresos fiscales provocó la crisis Estado del Bienestar, con crecientes dificultades por parte de los gobiernos para financiarlo. Además, a partir de 1979-1980 se impusieron las políticas neoliberales aplicadas por Margaret Thatcher en Reino Unido y por Ronald Reagan en Estados Unidos, lo que supuso la reducción del intervencionismo del Estado en la economía y su «adelgazamiento (rolling back the state), poniendo en riesgo la viabilidad del Estado del Bienestar. No obstante, este no desapareció aunque tuvo que «redefinirse» para adaptarse a la nueva situación.[6]

## Antecedentes históricos generales del estado del bienestar

### El sistema chino
Algunos de los desarrollos más antiguos de un sistema de estado de bienestar, a pesar de ser menos conocidos, fueron los que tuvieron lugar en el siglo XI en China bajo la dinastía Song. El primer ministro de la época en ese país, Wang Anshi, creía que es responsabilidad del Estado proveer a los ciudadanos de los servicios esenciales para un nivel de vida decente. Bajo su dirección, el Estado inició una serie de préstamos agrícolas y nombró comisiones a fin de regular salarios y planificar pensiones y jubilaciones para los ancianos y enfermos. Esas reformas fueron conocidas como Xin Fa o "Leyes Nueva".

### España de la Edad Moderna
En la España de los siglos XVI y XVII existían protecciones sociales que hoy se consideran propias del estado del bienestar, si bien algunas se aplicaban solo excepcionalmente y no en general a toda la población. Se ha documentado por ejemplo la concesión de pensiones de jubilación a funcionarios de la Corona y de viudedad a sus cónyuges. Existe al menos un caso de compañía que cubría la asistencia médica de sus empleados y sus familias. A algunos funcionarios destinados en ultramar, se les concedían vacaciones pagadas en España. En la isla Española, se creó un Procurador de Pobres que es el equivalente del actual turno de oficio para la defensa legal de las personas sin recursos económicos..

### Las Leyes de Pobres inglesas
En Inglaterra, durante la época de los Tudor, se implementaron una serie de legislaciones, las llamadas "leyes de los pobres", que culminaron con la "Ley de Pobres" de 1601 -durante el reinado de Isabel I de Inglaterra. Se introducen distinciones entre los "pobres discapacitados" (enfermos, ancianos, etc.), los "pobres capaces" pero que carecen de trabajo y los "pobres recalcitrantes". En general, se busca corregir en lugar de castigar. Se establecen Casas de Caridad, en las cuales los pobres incapaces recibían atención, y Casas de Industria, en las cuales los pobres capaces podrían trabajar, y, finalmente, se establece que los "recalcitrantes" serán enviados a prisión. La responsabilidad administrativa del sistema depende de las parroquias, unidad administrativa local en el Reino Unido hasta el presente, a las cuales se les da la obligación de cuidar a sus pobres.
La importancia de esta legislación es que introduce el concepto de la responsabilidad social por sus miembros, no sobre una base religiosa, como anteriormente o en otros países.
Posteriormente, el conservador Benjamin Disraeli,  introdujo -indirectamente- el término “conservadurismo de una nación”  para referirse a una aspiración de unidad nacional y armonía entre las clases sociales y grupos de intereses.   comienza -buscando un acuerdo político con los cartistas , en oposición a las políticas liberales de la época- a establecer el principio la responsabilidad del estado en relación con la "cuestión social".  Concretamente,  con el “Acta de Reforma de 1867”  (o “Representation of the People Act 1867”) que extendió el derecho a voto a las clases obreras urbanas. (el número de votantes se dobló); daba representación en el Parlamente a quince ciudades que no lo tenían con anterioridad y extendía la de los grandes centros cartistas: Mánchester y Liverpool. )  Más adelante, (1875) Disraeli promovió leyes que permitían demostraciones pacíficas durante conflictos industriales (1875). El derecho de los empleados a demandar los empleadores por incumplimiento de (condiciones) de contrato. La ley de Salud Pública (que obligaba a los constructores y arrendatarios a proveer viviendas con ciertas condiciones mínimas -tales como agua potable y conexiones a servicios sanitarios) La ley de Mejoramiento de las Casas de Artesanos y Trabajadores (que establecía la obligación de las municipalidades de eliminar poblaciones insalubres y construir otras con condiciones mínimas) La ley de Venta de Comestibles y Drogas o medicamentos (que regula la calidad de esos artículos) y la Ley de Educación (1876) Además, Disraeli abolió el “compuestaje”, sistema en el cual los arrendatarios pagaban no solo renta, pero intereses sobre ella (a menos que pagaran por adelantado, lo que, obviamente, la mayoría de los trabajadores no estaba en condición de hacer). e introdujo la reducción de impuestos indirectos y escalonamiento de los directos en relación con los ingresos,
Esta aproximación de "una nación" y legislación, con muchas modificaciones posteriores, regirá en Inglaterra hasta la introducción del estado de bienestar, cuando el Estado finalmente asume directamente responsabilidad social, creándose, para empezar,  un sistema de pensiones para los indigentes ancianos (1908) y una garantía de empleo para los más pobres del campesinado (1911).  Este es un sistema que, siguiendo una antigua tradición inglesa, se puede ver como basada en un "consenso político" que se estableció -o puede resumir- a partir de una frase que es común en Inglaterra: "La verdadera medida de una civilización es la manera que trata sus miembros más débiles", sentimiento que se empezó a hacer sentir en la política institucional durante la Época victoriana , por ejemplo, John E. E. Dalberg, Lord Acton,  dijo: "La forma más cierta por la cual podemos juzgar si un país es realmente libre es la medida de la seguridad gozada por sus habitantes.  Es sobre esas bases que Aneurin Bevan puede sugerir : "El principio de la colectividad afirma que ... ninguna sociedad puede legítimamente llamarse civilizada si un enfermo no puede ser tratado por falta de medios", y esos sentimientos finalmente llevaron a que el estado del bienestar se propusiera como medida para librar a la población de la tiranía de los "cinco grandes males": la miseria, la ignorancia, la necesidad, la falta de trabajo y la enfermedad, proponiendo un sistema de seguridad "de la cuna a la tumba".

### La tradición comunitaria de los países escandinavos
(ver Estado de Bienestar Sueco)
Se ha argumentado que la tradición de los países escandinavos, de sistemas comunitarios de protección social dio origen al estado del bienestar. Una explicación posible, a menudo aducida para explicar esos avances son ciertas normas culturales propias de una sociedad de pequeñas aldeas agrícolas que se industrializó relativamente tarde. Esos valores culturales promueven igualitarismo y cooperación por sobre el individualismo.
A partir de 1847 como en 1853 se aprobaron en Suecia "Leyes de ayuda a los pobres", tomándose así los primeros pasos hacia el estado de bienestar. La Confederación de Sindicatos Suecos (Landsorganisationen i Sverige, literalmente "Organización Nacional en Suecia", referida comúnmente como LO) fue fundada en 1898 con un estrecho lazo al partido socialdemócrata.
En 1913 el partido liberal (no socialista), con el apoyo general de la población, comenzó a expandir el ámbito de los beneficios sociales. (por ejemplo, la ley de Pensiones a fin de proveer seguridad para los ancianos).
En 1918 un gobierno de coalición liberal-socialdemócrata aprobó una nueva ley de los pobres, transfiriendo la responsabilidad de cuidar a quien requiriera ayuda a los gobiernos locales (municipalidades) con el gobierno nacional a cargo de proveer apoyo administrativo. Esta ley se constituyó en la piedra base del sistema sueco de asistencia social por las próximas cuatro décadas.

### ”Estado social’’ en Alemania
(ver también Estado social y Economía social de mercado)
En la Alemania del siglo XIX se desarrolla el primer sistema generalizado de protección social bajo el nombre de Wohlfahrtsstaat,  que finalmente evolucionó a lo que algunos han llamado "capitalismo no liberal" (en el sentido que no comparte las asunciones liberales acerca del mercado libre y algunas instituciones políticas) lo que, a su vez, está en las bases de un "estado del bienestar conservador" o "autoritario"
Sobre las bases de la proposición que el "Estado sería considerado el protector natural de las clases pobres" (Federico Guillermo II) y que el estado tiene el deber de evitar “ser colonizado” por diferentes sectores o clases sociales (Lorenz von Stein) ya que, de otra manera, se puede producir una revolución se sentaron las bases de lo que algunos han llamado ‘’capitalismo no liberal” y otros capitalismo renano. (en ambos casos entendido como el tipo de capitalismo que no asume ideas y formas políticas liberales).
Lo anterior se concretó con la llegada al poder de Otto von Bismarck, quien combatirá el ascenso del Partido Socialdemócrata Alemán. Después de haberlo prohibido, tomó varias ideas suyas con el fin de satisfacer a la clase obrera y de prevenir el retorno de sus adversarios en la escena política. Va así, desde finales del siglo XIX, a dotar a Alemania de un moderno sistema de protección social.
Este modelo se basa en una visión derivada de Kant que veía la ley no solo como el mecanismo de regulación de conducta ciudadana, sino también de cambio y progreso (en el sentido que regula cuando y en que sentido el Estado debe intervenir en asuntos de interés común) Fue esa visión paternalista y autoritaria del papel del gobierno, la que está en el origen -según se ha alegado-  de las ideas económicas del nazismo
El nazismo estableció un sistema de protección social (estado de bienestar) que se caracterizó por su autoritarismo (prohibió otras opciones políticas, sindicatos y organismos sociales independientes del partido nazi) y eficiente en el beneficio de quienes los nazis consideraban “verdaderos alemanes”. Para mantenerlo, el sistema recurrió a la expoliación y al robo organizado desde el estado a nivel industrial. Por ejemplo, a pesar de que al comienzo de la guerra Hitler estableció un impuesto de guerra -50% de todos los salarios- solo el 4% de los alemanes lo pago. De acuerdo a Aly, el 70% de los ingresos del estado alemán durante la guerra vino de la expoliación, confiscaciones y robos en los países ocupados, algunas de cuyas empresas llegaron a tener que pagar un impuesto del 112% de sus ganancias para un “fondo de lucha contra el bolchevismo”.

### La “sociedad social” francesa
La creación de instituciones estatales de bienestar popular, empezó en Francia a fines del periodo conocido como la Belle Époque). Sin embargo, tales desarrollos se basaron sobre una organización de “assistance” a los destituidos, que ya había alcanzado un crecimiento previo amplio.
Este desarrollo se caracterizó, para empezar, como un conflicto entre obligación y libertad. Bajo la influencia del liberalismo y positivismo la “assistance” se organizó -con un rechazo generalizado a la acción estatal directa- a través de caridades (generalmente controladas por la iglesia) que, aun siendo independientes del estado, se veían como complementando su tarea.
Por ejemplo, dirigiéndose, en 1872, a la Reunión General de la “ Société pour l'extinction de la mendicité dans Bordeaux”, el secretario de la sociedad, vizconde Charles de Pelleport-Burete, caracterizó con orgullo la sociedad como: “parte de ese conjunto de Instituciones Bordelesas que, sin ser parte del Servicio Público como tal... tienen un objetivo permanente de utilidad pública que la recomienda a la protección del estado, cuyas tareas secunda y a veces completa”
Estas caridades fueron rápidamente suplementadas con organizaciones mutualistas. de “assurance”. De acuerdo a Pierre Rosanvallon se distinguen en esta época tres propuestas al respecto: el contrato social (entre empleadores y empleados), el mercado (sistema individual) y los seguros (sistema voluntario pero colectivo).
Una de las organizaciones mutualistas más conocidas y efectivas fue el Musée social en la cual figuras de diversos sectores sociales -industrial, social, eclesiástico, político e incluso sindical, tales como Léon Bourgeois, quien fue uno de los principales promotores del   “Solidarisme”, pero con la exclusión expresa de los marxistas- podían discutir y analizar diversas propuestas. El "Musée" comenzó promoviendo el mutualismo. Sin embargo, dos debates centrales dominaron su actividad interna: el rol adecuado del Estado en las políticas sociales, y segundo, una reexamen del liberalismo clásico en la luz de percepciones positivistas acerca del mundo moderno de la época, especialmente la relevancia de los antiguos principios del individualismo a ultranza del liberalismo.
Consecuentemente se introduce un sistema de “educación nacional”, -laica, obligatoria y gratuita- a partir de 1880 y un sistema de “habitaciones de renta moderada” (habitations à bon marché o habitation à loyer modéré) en 1887. En 1898 se introduce un sistema de jubilación obligatoria, financiado a través de contribuciones de jubilación e invalidez.
Adicionalmente, el Musée movilizó su influencia a favor de proyectos parlamentarios por pensiones de edad. Gracias, en parte a esa influencia, en 1910 se aprobó un sistema de jubilación basado en un sistema de organizaciones -incluyendo las mutuales- que administraban las contribuciones de los miembros.
Posteriormente, el Musée promovió programas estatales de salud pública, desarrollo urbano y otras políticas, con una visión u objetivo pro-natalista -promover crecimiento demográfico- y de ayuda a las familias, que resultaron en subsidios para las familias numerosas (1913).
Esa fue -a grandes rasgos- la situación que se mantuvo en Francia hasta después de las crisis de la década del 30 del siglo XX.  Con posterioridad, el objetivo de “Solidaridad Nacional” fue perseguido a través de la extensión del sistema existente, a través de la creación de organizaciones de “ régime général' -de seguridad social y salud, por ejemplo- lo que se vio dificultado por la existencia de esas numerosas organizaciones anteriores  Sólo a partir de 1950, se introdujo un sistema de salario mínimo.

### Corporativismo italiano
Gøsta Esping-Andersen caracteriza el desarrollo del sistema de bienestar italiano como parte del modelo “Conservador-corporativista”, caracterizado por una tendencia a la subsidiaridad (el estado interviene solo cuando la familia prueba incapaz de ayudar a sus miembros), beneficios directamente relacionados con los ingresos o estado ocupacional y tendencia a promover y mantener la base familiar de la sociedad (incluyendo desincentivos al trabajo de las mujeres casadas).
Algunos otros autores sugieren que es necesario complementar esa visión con atención al papel que la Iglesia católica ha tenido -no solo en Italia- en el desarrollo de esas percepciones, por ejemplo, en la promoción de valores familiares. `   Esa sugerencia trae a nuestra atención el papel que no solo la religión sino la tradición ha jugado en el desarrollo de una visión particular del estado de bienestar: el estado del bienestar autoritario o fascista.
De acuerdo a Quine diferentes gobiernos italianos han tratado de construir un sistema de bienestar sobre una base de organizaciones “de caridad” que provienen de la Edad Media, lo que ha resultado en una mezcla de lo nuevo con lo viejo, lo moderno con lo tradicional y lo religioso con lo laico, lo privado, lo social y lo público tal que hay un gran diferencia o falla de implementación entre lo real y lo legal.
Así, el estado del bienestar autoritario presenta dos aspectos contradictorios: por un lado es parcial y fragmentado y por el otro discriminatorio y con tendencia al control absoluto:  Los beneficios de desempleo se establecieron al nivel de estarvacion,  los servicios de salud se otorgaban sobre bases estamentales o jerárquicas. El campesinado siendo en general excluido, dándose preferencia a sectores urbanos. Los servicios de bienestar en general eran no solo corruptos sino abiertamente alocados sobre bases políticas. Los grandes fondos que se acumularon en las cajas de previsión y jubilación fueron utilizadas -aun antes de la guerra- para financiar grandiosos proyectos de urbanización y engrandecimiento del estado.
Adicionalmente, ese proyecto del bienestar está fundado, explícitamente, en la despoliacion de los ciudadanos de otros países y todos los vistos como ajenos a la nación. En las palabras de Mussolini: "El Imperialismo es la base de la vida de todo pueblo que tiende a extenderse económica y espiritualmente" y "En el campo de la política colonial es necesario reivindicar los derechos y la necesidad de la nación".
Sin embargo, a partir de la década de los 90 del siglo XX, el sistema italiano ha evolucionado hacia un sistema más universalista. Sin embargo, las presiones económicas y crecientes déficits significaron que tal sistema de derechos sociales universales nunca se implementó. Posteriormente se ha recurrido a tentativas de descentralización y privatización, lo que ha restaurado alguna estabilidad al sistema, pero a costo de mantener desigualdades generales y disparidades regionales.

### Resumen: El intervencionismo social del Estado a finales delsigloXIXy comienzos delXX
A lo largo de la segunda mitad del siglo XIX en la mayor parte de los países occidentales, la llamada Cuestión social, especialmente la presión política de los movimientos obreros,  impulsó a los gobiernos a adaptar la legislación sobre el trabajo y el trabajo infantil, que fue progresivamente modificada. Como ha visto, la mayor parte de estas medidas fueron, por lo general, puntuales y de alcance mínimo, con características que dependen tanto de la historia como de las circunstancias político-sociales de cada país. Sin embargo, es posible notar un movimiento hacia servicios incrementalmente mayores o más comprensivos.
Esta situación culmina en las crisis del Período de entreguerras
Es generalmente considerado que el resumen que Offe hace de la situación es correcto: “El estado de bienestar ha sido el resultado combinado de diversos factores (…) El reformismo socialdemócrata, el socialismo cristiano, élites políticas y económicas conservadoras ilustradas, y grandes sindicatos industriales fueron las fuerzas más importantes que abogaron en su favor y otorgaron esquemas más y más amplios de seguro obligatorio, leyes sobre protección del trabajo, salario mínimo, expansión de servicios sanitarios y educativos y alojamientos estatalmente subvencionados, así como el reconocimiento de los sindicatos como representantes económicos y políticos legítimos del trabajo…"

## Estado del bienestar en elsigloXX
Hay un acuerdo general en trazar el desarrollo del estado del bienestar moderno al periodo que sigue la Segunda Guerra Mundial.  En ese contexto tres elementos generales son citados usualmente: el desarrollo del fordismo, el precedente creado por la guerra y la continuación y profundización de las crisis económicas, particularmente en el período de entreguerras
Varios autores han acotado que el desarrollo del fordismo-y concomitante expansión de la producción industrial- fue, últimamente,  el factor decisivo tanto en la continuación y profundización de las crisis del periodo -caracterizadas como crisis de sobreproducción- como, a través de esas crisis- de una situación que demandaba una solución no solo más estable sino más eficiente: esa expansión de producción solo puede ser resuelta establemente -en el largo plazo- con una expansión del consumo, lo que a su vez demanda un incremento igualmente masivo en la capacidad de consumo.
En relación con el precedente creado por la intervención gubernamental durante la primera guerra se alega que aun cuando durante esa el Estado juega un papel mayor creando un precedente, en general, la fe en los mecanismos de los mercados libres para resolver los problemas permanecía intacta. Así, y a pesar de que se había demostrado una gran capacidad ad hoc para dirigir la economía, los gobiernos de Europa Occidental y Estados Unidos volvieron a implementar políticas liberales después del armisticio. Cabe anotar que, a pesar de eso, la intervención estatal en la economía de posguerra no pudo ser evitada del todo, en la medida que numerosos gastos, tales como el mantenimiento de orfanatos y los mutilados de guerra o la reconstrucción de las ciudades y regiones devastadas por el conflicto, impusieron demandas sobre las sociedades.
Esas intervenciones se dieron en un marco que poco superaba la actitud minimalista delineado anteriormente, aun en países en los cuales se intentó hacer algo más. Así, por ejemplo, el gran primer ministro liberal, David Lloyd George había introducido una serie de medidas que se consideran en ese país como constituyendo las bases institucionales del estado del bienestar. Notando que el país había sido capaz de gastar siete millones de libras esterlinas al día durante la guerra (una suma fabulosa en aquellos días que la libra esterlina equivalía a ocho dólares y el dólar tenía un valor muy superior al presente) argumento, el 11 de noviembre de 1918 que su tarea era “construir un país adecuado para que vivan los héroes”. Sin embargo esa ambición no se realizó en la forma esperada.
Otro elemento importante en el origen de esa crisis política fueron los acuerdos económicos (o mejor dicho, falta de tales) del Tratado de Versalles. Un joven economista inglés, John Maynard Keynes, que formaba parte de la delegación británica, renunció en protesta, denunciando que "el Tratado no incluye ninguna provisión para la rehabilitación económica de Europa -nada para hacer un buen vecino de los derrotados Imperios Centrales, nada para estabilizar los nuevos Estados de Europa(...)-; tampoco promueve de alguna manera un pacto de solidaridad entre los Aliados mismos; ningún arreglo fue encontrado en París para restaurar el desordenado estado de las finanzas de Francia e Italia o para ajustar los sistemas del Viejo Mundo con el del Nuevo (...). Es un hecho extraordinario que el problema fundamental de una Europa que se muere de hambre y se desintegra frente a sus ojos fue el único asunto en el cual fue imposible despertar el interés de los Cuatro (poderes victoriosos)..."
La denuncia de Keynes contra la inacción estatal fue recibida fríamente por las autoridades. Después de todo, se alegaba, las leyes económicas del mercado establecen que esos crearán naturalmente un Equilibrio económico que llevará al pleno empleo y beneficiará las mayorías. Sin embargo las críticas de Keynes demostraron ser proféticas. El comportamiento de los mercados de postguerra, lejos de resolver las crisis que la habían ocasionado, las ahondaron y, con ese ahondamiento, se crearon inestabilidades políticas que llevaron a cuestionar la capacidad de la democracia para generar un bienestar general. La respuestas clásicas, medidas monetaristas, fallaron notoriamente: Winston Churchill en Inglaterra revaluó la moneda y Herbert Hoover en Estados Unidos la desvalorizó -ambas medidas ahondaron las crisis en esos países.
Las crisis se agudizaron y empezaron a tener consecuencias políticas profundas: En 1921 estalla una nueva guerra entre Grecia y Turquía (1921-23). En 1922 Mussolini tomó el poder en Italia y en Austria se llega a la bancarrota, lo que fuerza a su administración por parte de la Sociedad de Naciones. En 1923 Turquía se transforma en "república de partido único". En 1924 Grecia establece una república que dura cuatro años antes de que una dictadura la remplace. En 1926 un gobierno militar asume poder en Polonia. En 1927 comienza la guerra civil china. En 1931 España se declaró república y Japón invade Manchuria. En 1932 el primer ministro de Japón es asesinado y su sucesor implementa políticas militaristas. También en 1932 Roosevelt es elegido presidente de los Estados Unidos y se le advierte que, "a menos que haga algo, habrá una Revolución en doce meses". El 1933 Hitler asume el poder en Alemania y se declara la guerra civil en Austria. En 1935 la Italia de Mussolini invade Etiopía. En 1936 estalla la guerra civil española. En 1937 empieza la segunda guerra sino-japonesa.
Sobre todo eso se cierne -parafraseando a Marx- "el fantasma del comunismo", en la forma de la URSS, que, a partir de 1922 (con el fin de la Revolución rusa de 1917), se ofrece como modelo económico y social alternativo, "un paraíso de los trabajadores", libre de crisis y restricciones sociales. Nuevos jefes de Estado empiezan a ser escogidos por sus programas abiertamente intervencionistas: en los Estados Unidos, Franklin D. Roosevelt fue elegido en 1933 con la promesa de su New Deal y el Frente Popular llegó al poder de Francia en 1936.
Sin embargo, las dictaduras que ya habían surgido sí demostraron ser capaces de resolver las crisis. Tanto la URSS con el Plan Quinquenal, como la Alemania Nazi de pre-guerra, la Italia de Mussolini (quien fue elogiado por "hacer que los trenes corrieran a tiempo", es decir, por poner fin a las huelgas y caos económico que había dominado a ese país) y el Japón Imperial, países todos que impusieron fuertes controles estatales a la economía, resolvieron la crisis a mediados de los 30. Esto llevó al auge de proyectos políticos totalitarios, lo que a su vez amenaza la estabilidad mundial, culminando en la Segunda Guerra Mundial (1939).
Así, dos modelos de estado de bienestar surgen: uno autoritario, basado en la expoliación de sectores que son percibidos como externos al país. El otro democrático, basado en la extensión real de los beneficios sociales a los miembros de la sociedad. El primero basado en la extensión a ultranza de la lógica de la competencia capitalista El otro, en la necesidad de mantener y extender, al menos en principio, los valores sociales y democráticos.
En consecuencia de todo lo anterior se generalizó, aunque no sin excepciones, durante la Segunda Guerra Mundial misma y con posterioridad a esta,  la percepción que no era aceptable ni prudente una vuelta a las políticas económicas y sociales anteriores.  Es en ese sentido que Waligorsky dice que se propuso la intervención estatal "como una resguardo contra el poder del mercado para socavar nuestras instituciones políticas y sociales más valuables. ..(..).. un mercado totalmente libre es definitivamente no el mejor mercado para una democracia, un mercado sin regulaciones no garantiza ni justicia ni prosperidad ..."
Así se legitima, a nivel internacional, los principios de la intervención estatal en la economía con el fin de garantizar el bienestar general de la población y la estabilidad económica tanto de ellas como de los países. Siguiendo esas ideas muchos países, especialmente en Europa Occidental, abandonan las políticas de bienestar minimalistas anteriores y adoptan programas de provisión comprensivos. Con esas políticas, el estado de bienestar hace su "debut" en el mundo moderno.

## Contexto económico político
El problema principal de entreguerras no fue la incapacidad de resolver las crisis, fue la incapacidad de resolverlas en tiempos de paz, a través de las concepciones económicas del liberalismo clásico y dentro del marco de la democracia.
Es en ese contexto que las aserciones tanto de Keynes ( Sólo el Estado “está en condiciones de restablecer los equilibrios fundamentales", sea o no la intervención una medida aceptable en términos clásicos o en el largo plazo.) y Waligorsky -  para quien tal intervención fue propuesta "como una resguardo contra el poder del mercado para socavar nuestras instituciones políticas y sociales más valuables. ..(..).. un mercado totalmente libre es definitivamente no el mejor mercado para una democracia, un mercado sin regulaciones no garantiza ni justicia ni prosperidad ..." adquieren su verdadero significado.
Este es un momento definitorio en la política del siglo XX. Este fue el momento en que los conservadores cuyos principios van más allá que la defensa del Estado nación empiezan a buscar maneras de reformar las concepciones del liberalismo clásico, que se habían hecho comunes en esa corriente política, a fin de justificar intervención estatal en defensa de valores (ver, por ejemplo, Escuela de Friburgo). Es también el momento que el liberalismo comenzó a adquirir en los países industrializados una connotación de "izquierdismo", aunque en Europa el término liberal sigue estando asociado a los mercados libres.
Es posible que tal proceso de acercamiento de los conservadores hacia la intervención del Estado podría haber terminado con la generalización del fascismo no sólo como aceptable sino como la mejor manera de frustrar las esperanzas y demandas populares. Por ejemplo, el 20 de enero de 1927, durante una visita a Roma, Churchill declaró que si él hubiera sido italiano se habría unido a Mussolini y continuó " Agregaré una palabra sobre el aspecto internacional del fascismo. Externamente su movimiento ha rendido un servicio al mundo entero .. (..)... Italia ha demostrado que hay maneras de luchar contra las fuerzas subversivas, maneras que pueden llevar las masas populares, propiamente dirigidas, a apreciar y defender el honor y la estabilidad de una sociedad civilizada. Ha previsto el antídoto necesario al veneno ruso. De ahora en adelante, ninguna gran nación estará desprovista de un último medio de protección contra el crecimiento canceroso del bolchevismo". Mussolini dijo: "la verdad es que los hombres están cansados de la libertad". Aun tan tarde como en 1938, en vísperas del inicio de la Segunda Guerra Mundial, Churchill declaró que si alguna vez Inglaterra llegara a tener los mismos problemas que Alemania de postguerra, él esperaba que llegara a encontrar su "Sr Hitler".[cita requerida] Adicionalmente, y de acuerdo a Chomsky tanto Henry Stimson, ministro de Estado bajo Hoover como su jefe encontraban que Mussolini era un líder "bueno y útil". Roosevelt mismo se refirió a él como "ese admirable caballero italiano' y removió de su cargo al general de la infantería de marina más decorado en la historia de ese país, Smedley Butler, debido a que este se refirió a Mussolini como un "perro rabioso" y advirtió que las jaurías fascistas "estaban a punto de ser desatadas sobre Europa"
En lo económico, los liberales como Friedrich von Hayek tratan de demostrar - a través de la llamada teoría austríaca del ciclo económico - la falsedad de que la intervención del Estado sea capaz de llegar a un equilibrio sino también producir prosperidad general. Tal propuesta liberal  -generalmente considerada por adversarios estatalistas como errónea y políticamente motivada - los llevó a justificar prescripciones políticas que son descritas por Lionel Robbins -uno de los grandes adherentes iniciales de esa escuela- en los siguientes términos: “A partir de la asunción que el diagnóstico de liberación monetaria excesiva e inversiones erróneas fuera correcto -lo que ciertamente no es un asunto resuelto- tratar lo que sucedió en consecuencia de la manera que yo pensé en aquellos días era correcta fue tan inapropiado como seria negarle una frazada y un estimulante a un borracho que haya caído en una poza helada con el argumento que su problema original fue el sobrecalentamiento. Yo siempre contemplare este aspecto de mi disputa con Keynes como el error más grande de mi vida profesional, y “La Gran Depresión” , el libro que subsecuentemente escribí al menos parcialmente como una justificación a esa propuesta, como algo que, con buena voluntad, vería olvidado” -
Sin embargo, y como se ha mencionado, se había hecho común -en grandes sectores sociales- la percepción que tal posición no era ni aceptable ni posible (en el sentido de no ser estable social o económicamente en el largo plazo). Así, la cuestión urgente -al menos para los sectores auto denominados progresistas- llegó a ser si era posible resolver la crisis dentro de formas y gobiernos democráticos. Se hacía necesario encontrar alguna alternativa, basado en la prosperidad general y la realización de que tal prosperidad depende, en gran medida, de la acción común estatal.  Se empiezan a proponer proyectos políticos "amplios" en favor de fines sociales comunes -tales como el Frente Popular -  proyectos que impulsan políticas que fueron llamadas progresistas o desarrollistas, es decir, que buscaban el crecimiento económico a fin de producir bienestar social general y mantener la democracia. Proyectos que fueron vistos como inherentemente utópicos tanto por los liberales clásicos y los conservadores (partidarios de la ley del mercado) como por los partidarios más duros de la dictadura del proletariado. (ver, por ejemplo: Amadeo Bordiga y Comunismo de izquierda)
Esa fue, esencialmente, la problemática que predominaba en vísperas de la Segunda Guerra Mundial. Y fue la problemática que se prolongó al periodo conocido como la Guerra Fría, aunque con líneas más confusas porque el "bando autoritario" no agrupó a todos los regímenes autoritarios propiamente tales. Y porque el "bando democrático" no solo agrupó también algunos regímenes autoritarios, sino porque los países que se definían como democráticos no vacilaron en promover y utilizar medidas autoritarias en países otros que los propios.
Lo anterior produjo finalmente el auge de las nuevas ideas de Keynes. No sólo había previsto la crisis del sistema anterior, no sólo cuestiona los dogmas liberales, sino que provee una guía práctica de acción (ver keynesianismo). En general, el considera que “Sólo el Estado tiene la capacidad de actuar en el interés general”., salvaguardando al mismo tiempo la democracia. sea o no la intervención una medida aceptable en términos clásicos o en el largo plazo. 
Se propone entonces la creación de las Naciones Unidas con la intención declarada de, entre otras, "crear condiciones bajo las cuales puedan mantenerse la justicia y el derecho internacional" y "promover el progreso social". Ese organismo, guiado por el espíritu keynesiano y aún en proceso de constitución, realiza en 1945, poco antes de finalizar la Segunda Guerra Mundial, una Conferencia Financiera en Nueva Hampshire (EE. UU.), que dieron lugar a los Acuerdos de Bretton Woods, donde se decide crear el Fondo Monetario Internacional y el Banco Mundial. Poco después, en 1947, se firma el Acuerdo General sobre Aranceles y Comercio (GATT), antecesor de la Organización Mundial del Comercio (OMC). En lo relacionado con políticas del desarrollo de posguerra, se implementa el Plan Marshall.
Congruente con esos planes, y a nivel de las naciones, se implementan -después de la guerra - varias propuestas derivadas de las historias nacionales ya delineadas. Así, por ejemplo en Inglaterra, el laborista Ernest Bevin le solicitó a Beveridge, quien era un independiente muy influido por la Sociedad Fabiana pero con fuertes lazos al liberalismo "progresista" que elaborara una propuesta específica con el apoyo de los conservadores de “una nación” en ese país, específicamente, a través del líder conservador de la época: Harold Macmillan. Esas propuestas se transforman en las bases del proyecto socialdemócrata del bienestar social, que llegó a ser visto como una economía mixta.
Mientras tanto en Francia la fuerza política dominante -el Gaullismo- propone, basado en el rechazo tanto del mercado absolutamente libre de capitalismo como de los socialismos revolucionarios, un retorno a los principios del dirigismo, que se percibía como formando la base de la antigua grandeza de Francia -amen de proporcionar un modelo práctico y aceptado de intervención gubernamental- principio modificado con la ampliación de servicios de “asistencia”  delineados más arriba a “servicios generales” en lo que llegó a ser visto, en Francia, como un proyecto de tercera vía. El modelo busca ir más allá que la simple protección social, estableciendo, a través de la participación (en los beneficios, en las decisiones, en la propiedad de la empresa), una  "asociación capital-trabajo", a fin de reconciliar a los franceses entre ellos, sirviendo a los ideales de justicia y eficacia.
Al mismo tiempo en Alemania varios personajes que formaron de alguna u otra manera parte de la oposición conservadora-religiosa contra Hitler, organizan un nuevo grupo político de centro derecha, liderados por Konrad Adenauer y basados en las propuestas político-económicas de Alfred Müller-Armack. (ver ordoliberalismo y Estado Social). Esto da origen finalmente al proyecto de la Unión Demócrata Cristiana de Alemania que se concreta en el sistema de la Economía social de mercado. En la medida que este proyecto se opone a las políticas socialdemócratas se puede percibir como la respuesta conservadora al proyecto socialdemócrata y liberal de izquierda del estado de bienestar.
Sin embargo, con el paso del tiempo se nota que las políticas practicadas en los países europeos occidentales convergen en relación con dar un rol económico activo al Estado con el fin de obtener ciertos objetivos sociales comunes (tales como el bienestar social y Crecimiento económico) y se hace evidente que el progreso y estabilidad de cada país europeo depende de la de sus vecinos. Así, se crea un consenso que abarca desde los sectores más izquierdistas de los partidos social demócratas hasta los más derechistas o conservadores en los demócrata cristianos. Ese consenso es lo que llegó a ser conocido como el modelo europeo de gobernanza, basado no solo en la idea que la sociedad -a través del estado- tiene una responsabilidad por sus ciudadanos sino también que el bien estar de cada uno, tanto para individuos como para países, depende del bien estar del vecino y que ese bien común, a pesar de visiones e intereses diferentes, puede lograrse a través de la práctica de la política de los consensos (ver Democracia deliberativa)   Se empieza a hablar entonces de "la construcción de comunidades", - ver Tratados de Roma y Comunidades Europeas - El resultado de todo lo anterior es lo que se conoce como el modelo del estado de bienestar.
Algunas autoridades -por ejemplo Johannes R. B. Rittershausen - argumentan que tal convergencia se condujo bajo la propuesta general del keynesianismo. Otras, -por ejemplo: Christopher S. Allen - aducen que fue bajo las propuestas generales del ordoliberalismo. Sin embargo la mayoría de los estudiantes del área sugieren hay una similitud básica entre estas visiones y aun otras, tales como las del "dirigisme" propuesto en Francia en ese periodo -por ejemplo:   Agnes Labrousse y Jean-Daniel Weisz, etc.

## Desarrollos posteriores
El desarrollo del estado del bienestar dio origen a lo que se ha llamado “La edad de oro del capitalismo” (ver también Eric Hobsbawm).
El sistema persistió hasta el colapso -en 1971- de los Acuerdos de Bretton Woods, cuando EE. UU. -bajo la presidencia de Nixon abandono la obligación de cambiar dólares por oro a una tasa establecida en esos acuerdos, lo que condujo directamente a la Crisis del petróleo de 1973. (ver también Bancor), abandono que fue debido a la introducción de políticas neoliberales que coincidieron con el proceso de globalización
Algunas autoridades van tan lejos como a sostener que el estado de bienestar en realidad entra en crisis sin embargo sus mecanismos y logros aún se mantienen, en Europa,  no solo como fundamento moral de cohesión social sino también como base realista y necesaria del arreglo socioeconómico común.  Por ejemplo, a consecuencia de la Crisis económica de 2008-2009, la demócrata cristiana Angela Merkel -haciéndose eco del sentimiento keynesiano-  proclamó  “Solo el Estado es capaz de restaurar la confianza necesaria", y tanto el fabiano Gordon Brown como el conservador Nicolas Sarkozy han opinado que "el laissez-faire tuvo su hora" e incluso The Economist, ese bastion del pensamiento liberal clásico moderno, ha dicho haciéndose eco el mainstream keynesiano "Para los liberales... la crisis ha puesto en relevancia defectos en la manera que ellos también implementan sus modelos. Lograr regulaciones adecuadas es tan importante como liberar los mercados; puede que un sector público eficiente cuente tanto como un sector privado eficiente, inversiones públicas en transporte, educación y salud, bien hechas, pueden pagar dividendos. ... pragmatismo y eficiencia siempre son de importancia"  (The Economist,-  editorial, edición del 9 al 15 de mayo de 2009).